# Schloss Kolberg

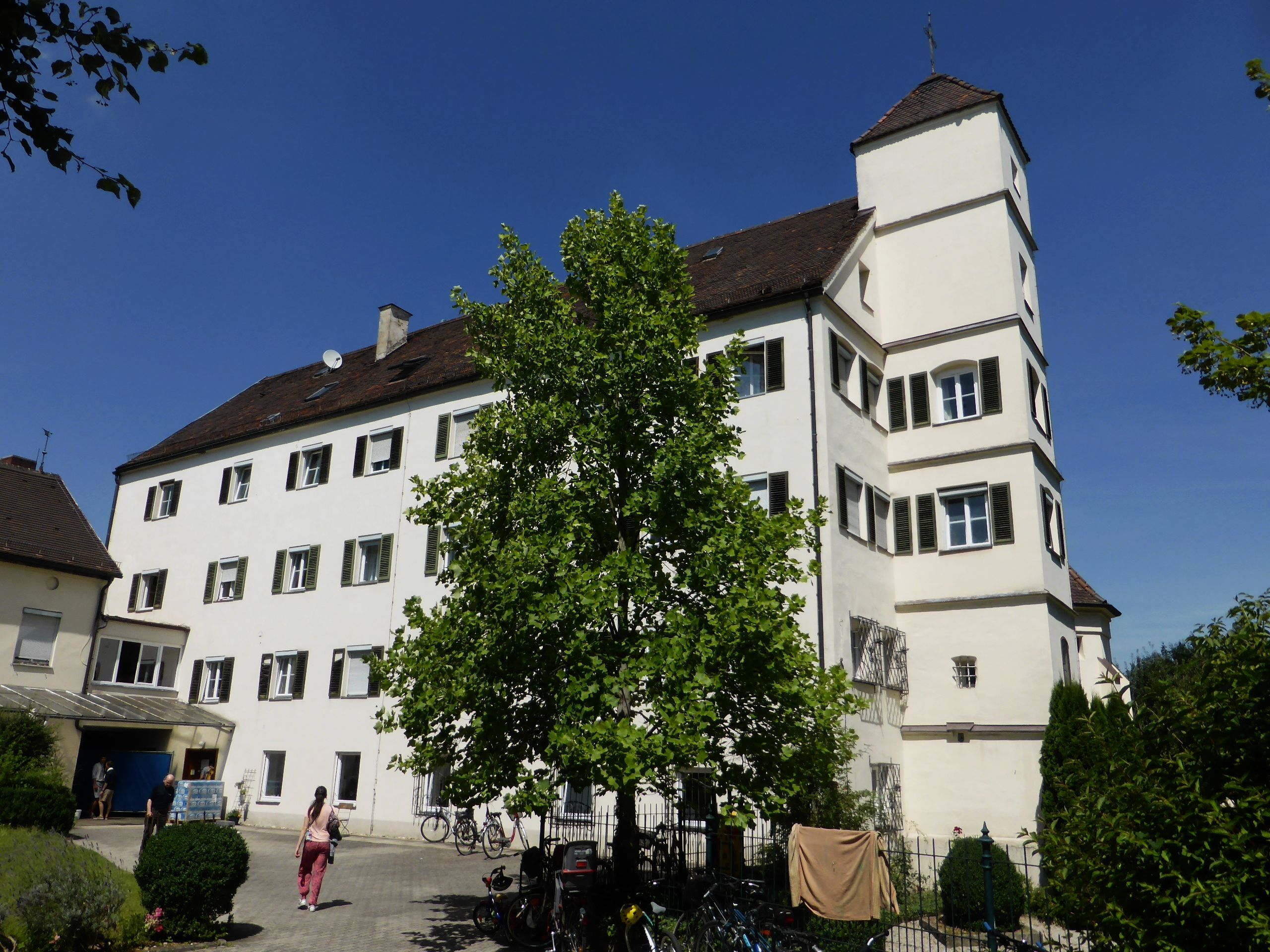
Schloss Kolberg heute (2014)

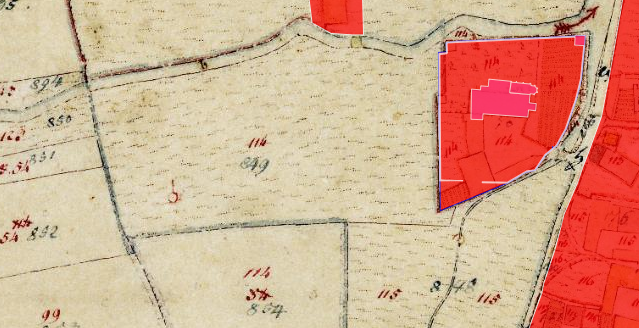
Lageplan von Schloss Kolberg auf dem Urkataster von Bayern

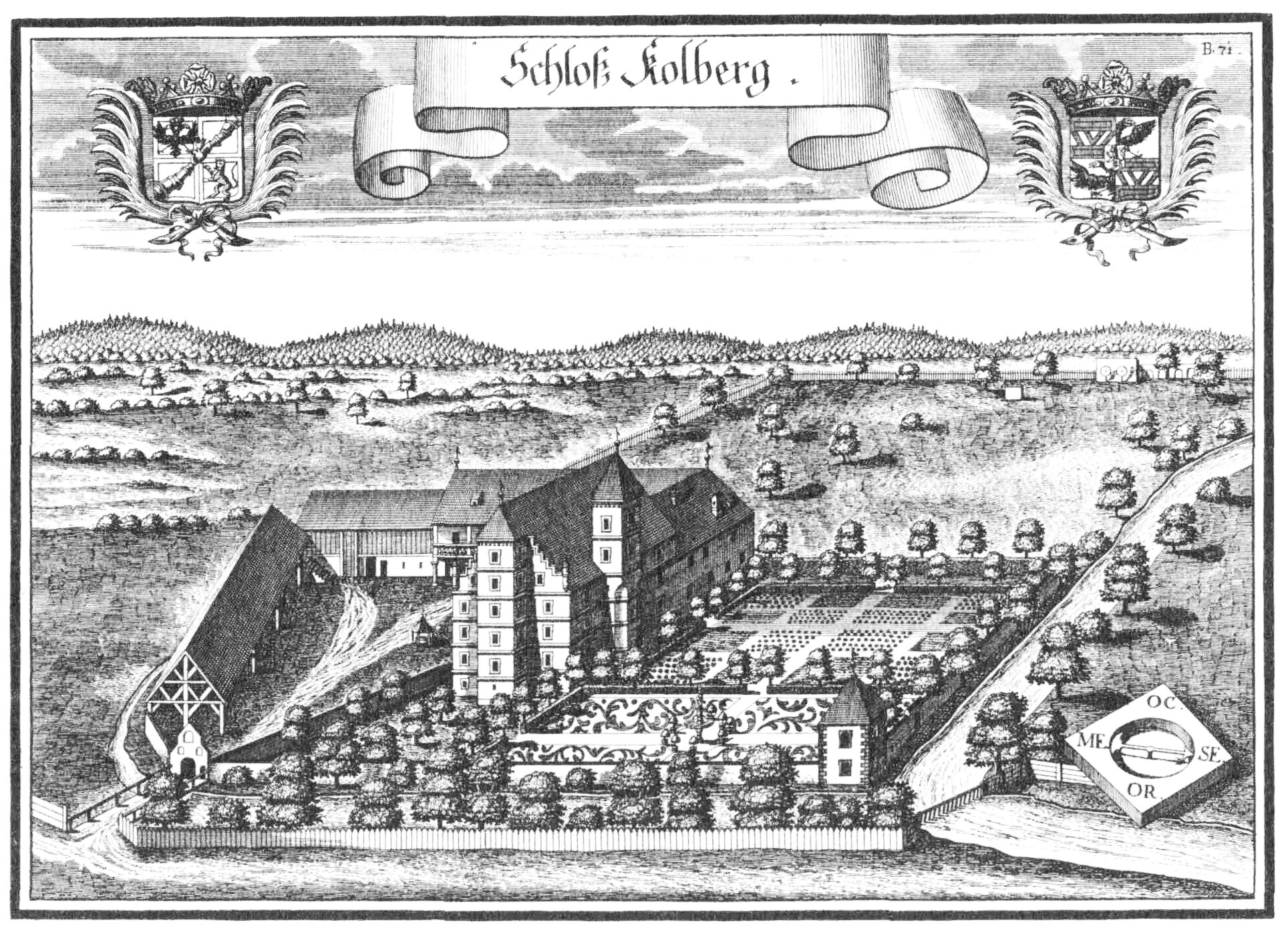
Schloss Kolberg nach einer Radierung von Michael Wening von 1721

Das Schloss Kolberg (auch Kolbergschlössl, früher auch nur Sitz Kolberg, dann Schloss Neukolberg oder neuzeitlich Josephsburg genannt) liegt in der Stadt Altötting im Landkreis Altötting von Bayern (Kolbergstraße 4). Es ist unter der Aktennummer D-1-71-111-37 als Baudenkmal verzeichnet. „Untertägige spätmittelalterliche und frühneuzeitliche Befunde im Bereich von Schloss Kolberg in Altötting und seiner Vorgängerbauten“ werden zudem als Bodendenkmal unter der Aktennummer D-1-7742-0204 geführt.

## Geschichte
Das Schloss Neukolberg bzw. der Sitz Kolberg geht auf den um 1444 in Altötting geborenen Wolfgang Kolberger zurück. Dieser trat 1464 als Schreiber in die Kanzlei des Herzogs Georg in Landshut ein und wurde 1487 zu dessen Kanzler ernannt. 1491 konnte er von Ortolph Wispeckh den Sitz und das Gut zu Kolberg zwischen den Pächen der Mern (= Mörenbach), und dem Pach, der herab durch die Wiesmad die Sicking genannt (= Sickenbach), rinnt, erwerben. Unmittelbar danach beginnt er mit dem Abriss und dem Bau des Schlosses Neukolberg, das bereits 1493 in den Urkunden unter diesem Namen erscheint. Kolberger wurde von Kaiser Friedrich III. zum erblichen Reichsfreiherren auf Neukolberg ernannt. Der bayerische Herzog stattete diese reichsunmittelbare Reichsgrafschaft mit dem Halsgericht zwischen Inn, Mörnbach und Öttinger Forst aus. Damit war Kolberg ein dem Herzogtum Bayern exempter Bezirk. Der Herzog verlieh seinem Kanzler zusätzlich das Schloss Mörmoosen und 1494 die Herrschaft Wildeneck im Mondseeland. Kolberger fiel bei seinem Dienstherren in Ungnade und wurde für siebzehn Jahre eingekerkert. Zwei Jahre nach seiner Entlassung verstarb er; seine Tochter Anna, verlobt 1497 mit Wilhelm Taufkircher von Guttenberg, hat er bereits 1506 überlebt. Dies war auch das Ende der Grafschaft Kolberg. Alle Besitzungen wurden entschädigungslos eingezogen.
Der Sitz Kolberg kam 1507–1564 in die Hände der Familie Loeffelholz zu Kolberg. 1557 sind als Besitzer Wilhelm Loeffelholz und seine Kinder eingetragen. 1564–1575 geht der Besitz an die Notthaft von Weißenstein. Die nächsten Besitzer sind 1575–1608 die Haunsperger. Auf sie folgt Longinus Walther von Waltherswyl, Pfleger auf der Plainburg. 1609 erwirbt Johann Wilhelm Valentin Schmid von Wellers das Schloss, 1644 ist hier der Forstmeister von Altötting, Tobias Günther, als Besitzer nachgewiesen. Nach dessen Tod erwirbt Johann Christoph Steckenreif 1680 das Schloss. 1739 wird der Sitz an den Pfleger von Neuötting, Josef von Jonner, verkauft. 1750–1790 gelangte der Besitz an die Grafen von Perusa, die im Schloss eine gemeinnützige Baumwollspinnerei einrichteten, die aber 1759 bankrottging. Der nächste Inhaber war ein Graf von Waldkirch, der durch Suizid aus dem Leben schied.
Im gleichen Jahr ging Kolberg an die Altöttinger Bürgersfamilien Sighart, Taler und Fraunhofer. Diese verkauften 1852 das Schloss den Englischen Fräulein. Das Schloss wurde fortan Josephsburg genannt und wurde für 130 Jahre zu einem Internat (Schießl’sches Erziehungsinstitut).
Momentaner Nutzer ist die (katholische) Gemeinschaft Emmanuel.

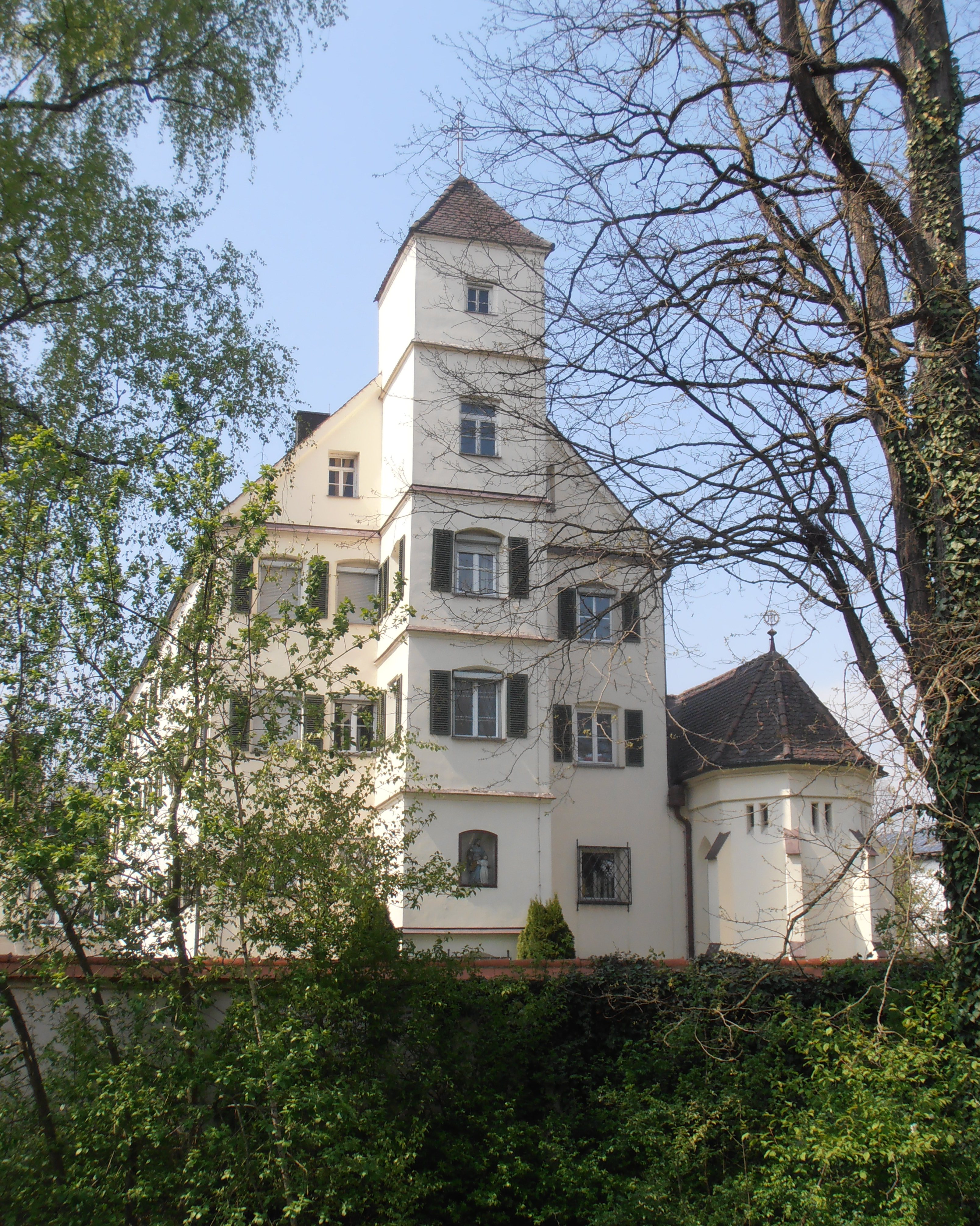
Zustand 2014

## Schloss Kolberg einst und jetzt
Wie man aufgrund der Radierung von Michael Wening von 1721 erkennen kann, war das Schloss Neukolnberg ein mächtiger aus zwei zusammenhängenden Gebäuden zusammengesetzter Bau. Ein Teil war fünfgeschossig und mit zwei Türmen und einem abgetreppten Giebel versehen, der hintere Teil war zweigeschossig. Zu dem Schloss gehörten auch bäuerlichen Zwecken dienende Gebäude. Neben dem Schloss sind eine Parkanlage und ein Baumgarten zu erkennen, letzterer war mit einem Palisadenzaun umschlossen.
Heute ist noch ein viergeschossiger Satteldachbau mit einem östlich vorgelegtem Erkerturm erhalten. Eine neugotisch ausgebaute Kapelle stammt von 1854. Die Einfriedungsmauer mit einem Pavillon und neugotischem Tor stammt aus der Zeit um 1853.